# Cinelli-Down Under
Cinelli-Down Under was een Australische wielerploeg. De ploeg bestond van 2006 tot 2009.
In 2007 had de ploeg een bijna geheel andere samenstelling dan in 2006. Alleen de Italiaanse renner Gianluca Coletta, mocht blijven. Nieuwe renners in de ploeg in 2007 waren onder andere Jesús Perez, een Venezolaanse sprinter en de Oekraïner Oleksandr Kvatsjoek, overgekomen van Team 3C Casalinghi Jet Androni Giocattoli. Per 6 september 2008 werd de bekendste renner uit de ploeg; Lorenzo Bernucci, die zijn rentree maakte na een jaar eerder ontslagen te zijn T-Mobile Team.
In 2009 veranderde de ploeg nogmaals volledig van opzet: deze maal werd onder leiding van Nico Mattan een ploeg rond Frank Vandenbroucke opgebouwd, eerst met OPD als cosponsor, maar wegens licentieproblemen later met Down Under.
Hoofdsponsor Cinelli is een Italiaanse fietsconstructeur.

## Bekende ex-renners
- Oleksandr Kvatsjoek (2007-2008)
- Juan Pablo Dotti (2007-2008)
- Igor Pugaci (2007)
- Jérôme Baugnies (2009)
- Frank Vandenbroucke (2009)
- Bert Roesems (2009)

2006 · 2007 · 2008 · 2009